# Aloe grisea
Aloe grisea är en grästrädsväxtart som beskrevs av Susan Carter och Brandham. Aloe grisea ingår i släktet Aloe och familjen grästrädsväxter. Inga underarter finns listade i Catalogue of Life.